# Сёмово (Нижегородская область)
Семово — село в Лысковском районе Нижегородской области. Входит в состав Кисловского сельсовета.

## География
Семово расположено на правобережье Волги, в 78 км к юго-востоку от Нижнего Новгорода. Село стоит при впадении реки Киринки в Сундовик.

## Население
| 2002 | 2010 | 2013 |
| ---- | ---- | ---- |
| 133  | ↘98  | ↗101 |

## Инфраструктура
В селе одна улица — Полевая. По состоянию на 2014 год в Сёмове около 140 домов. Есть два магазина, работает только один (бывший клуб и кинотеатр). Имеются тракторная мастерская, три фермы, почтовое отделение (сгоревшее осенью 2011 года).
В Сёмове имеется водопровод, на улице находятся водопроводные колонки.

## Транспорт
В Семово регулярно ходит автобус из Нивы.

## Достопримечательности
В селе находится храм 1745 года постройки, освящённый в честь Нерукотворного образа Христа Спасителя.
Кроме того, в селе есть памятник воинам, погибшим в ВОВ.